# متلازمة غريسيلي
متلازمة غريسيلي أو متلازمة غريسيللي (بالإنجليزية: Griscelli syndrome)‏ هو مرض وراثي متنحي نادر ، يتميز بالمهق (نقص التصبغ) مع نقص المناعة، وعادة ما يسبب الموت في مرحل الطفولة المبكرة.

## الأنواع
متلازمة غريسيلي هو اضطراب في نقل الجسيم الميلانيني. وتنقسم إلى عدة أنواع :
| الوراثة المندلية البشرية عبر الإنترنت | الاسم                                             | الجين  |
| ------------------------------------- | ------------------------------------------------- | ------ |
| 214450                                | متلازمة غريسيلي نوع 1 (متلازمة إليجالدي)          | MYO5A  |
| 607624                                | متلازمة غراسيلي نوع 2 (المهق الجزئي ونقض المناعة) | RAB27A |
| 609227                                | متلازمة غراسيلي نوع 3                             | MLPH   |

## الأعراض
تشتمل متلازمة غريسيلي على نقص التصبغ، مع العدوى القيحية المتكررة، و ضخامة الكبد والطحال، و قلة الصفائح في الدم، وانخفاض الخلايا المتعادلة في الدم، ونقص المناعة. و في كثير من الأحيان يوجد أيضا ضعف في نشاط الخلايا القاتلة الطبيعية، وغياب النوع الرابع من فرط الحساسية، ورداءة تكاثر الخلايا الفقيرة للتحدي المستضدي. هذا قد يكون ناجما عن فقدان ثلاثة جينات مختلفة، كل منها له تأثيرات إضافية مختلف، مما أدى إلى ثلاثة أنواع من المتلازمة.
إن فحص الشعر في هذه المتلازمة قد يكون مفيدا، حيث تظهر الشعيرات أكبر وغير منتطمة في حبيبات الميلانين تحت المجهر الضوئي، كما تظهر بالقرب من النخاع، تحت المجهر الضوئي الاستقطاب، وتظهر الشعيرات البيضاء رتيبة.

## الفيزيولوجيا المرضية

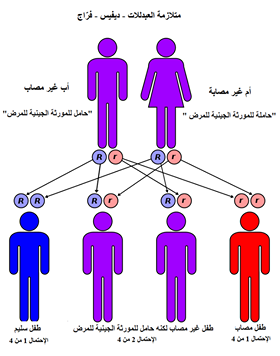
متلازمة غريسيلي لديها نمط وراثي متنحي

في الخلايا الميلانينية، يتم نقل الجسيم الميلانيني (الحويصلات التي تحتوي على ميلانين الصباغ) في الأنيبيبات الدقيقة، ثم يتم ربطها من قبل Rab27A الذي يؤدي إلى Slac2-أ و ميوسين 5 أ. ثم ينقل هذا المجمع الميلانين من الأنابيب الدقيقة إلى خيوط أكتين. هذا النقل ضروري لنقل الميلانين من المنطقة المحيطة بالنواة إلى أطراف الخلية. فقدان أي واحد من هذه البروتينات يقطع نقل الميلانين ويؤدي إلى نقص التصبغ.
ومع ذلك، فإن هذه البروتينات الثلاثة لا تعمل معا في خلايا أخرى، وربما يكون مستشعرات Rab27A «مزج ومطابقة». على سبيل المثال، الضرر في Rab27 يسبب نقص التصبغ ويسبب أيضا نقص المناعة بسبب نقص في نشاط خلية تي قاتلة السامة (و هو الأمر الذي يعتمد أيضا على نقل الحويصلة). في حين أن ضرب الميوسين 5 أ لا يسبب نقص المناعة، ولكنه يسبب عيوب عصبية. على الرغم من أن بعض المشاكل العصبية (أي تلف في الدماغ) يمكن أن تحدث في الأطفال اللذين يعانون من عطب في Rab27A، ويعتقد أن هذا هو تأثير ثانوي من المشاكل المناعية، وليس مباشرة بسبب عدم وجود Rab27A.

## التسمية
يدعى كلود غريسيلي، أستاذ طب الأطفال في هوبيتال نيكر إنفانتس-مالاديس في باريس (فرنسا).

## روابط خارجية
- Griscelli syndrome type 1 في معاهد الصحة الوطنية الأمريكية للأمراض النادرة OMIM: 214450
- Griscelli syndrome type 2 في معاهد الصحة الوطنية الأمريكية للأمراض النادرة OMIM: 607624
- Griscelli syndrome type 3 في معاهد الصحة الوطنية الأمريكية للأمراض النادرة OMIM: 609227